# 國立西北聯合大學
國立西北聯合大學是中華民國在抗日战争时期，北平市和天津市三所國立大學——国立北平大学、国立北平师范大学和国立北洋工学院，躲避战火西迁至陕西，组成国立西安临时大学，学校分布陕西省城固、南郑、勉县（今漢中）等地。

## 历史
- 西安臨時大學於1938年3月分出國立西北工學院、國立西北農學院、其余部份改稱國立西北聯合大學。
- 1939年國立西北聯合大學分出國立西北醫學院（一度併回，1950再度分出）、國立西北師範學院，其余部份改稱國立西北大學
- 西北大學、西安醫科大學、西北工業大學、西北農林科技大學等校皆奉為其起源。[1]
- 國立西北工學院于1946年参与了在天津的国立北洋大学的重建。

## 文化

### 校训
“勤朴公诚”为该校的校训。

### 校歌
西北联合大学校歌作于1938年，词作者为黎锦熙和许寿裳。

## 国立西北联合大学旧址
国立西北联合大学旧址包含三處建築，分別是工学院旧址、法商学院旧址、城固文庙大成殿。西北联大法商学院旧址現在位於城固县城城固一中校內，是西北聯大的主要部分。“西北联大工学院旧址”位于城固县董家营镇古路坝村，设于规模宏大的古路坝天主教堂，曾經為西北聯大文理分院、高中部、工學院辦學地。大成殿建筑現位于城固县城城固师范學校内，為西北聯大图书馆。
国立西北联合大学旧址于2019年10月7日被列為第八批全国重点文物保护单位。2020年9月3日，为纪念中国人民抗日战争暨世界反法西斯战争胜利75周年，中华人民共和国国务院公布第三批80处国家级抗战纪念设施、遗址名录，国立西北联合大学旧址被纳入名录。